# グリフォン (企業)
株式会社グリフォン（英: GRIPHONE, Inc.）は、かつてオンラインゲームの企画・開発・運営を手掛けていた日本の企業。株式会社サイバーエージェントの子会社であった。

## 概要
サイバーエージェントとグリーが設立した合弁会社。設立当初はグリーのSNS『GREE』向けにアプリを供給していたが、その後、モバゲーやdゲームなど他のプラットフォームへも運営タイトルを展開。その後もStudio MGCMを設立し、DMM GAMES及びスマートフォンアプリ（iOS / Android）向けにタイトルを供給していた。

## 沿革
2013年
- 2月 - サイバーエージェントとグリーの合弁で設立。
- 3月 - 『レジェンド オブ モンスターズ』をGREEからリリース。
- 9月 - 『ミリオンブレイブ』をGREEからリリース。

2014年
- 5月 - 『不良遊戯　シャッフル・ザ・カード』をGREEからリリース。
- 11月 - 新任取締役を就任。

2015年
- 3月 - 『ミリオンアーサー エクスタシス』をGREEからリリース。
- 6月 - 『不良遊戯　シャッフル・ザ・カード』のdゲーム版の配信を開始。
- 7月 - 『アイドルうぉーず～100人のディーバと夢見がちな僕～』をDMM GAMESからリリース。
- 9月 - 『ミリオンアーサー エクスタシス』のMobage版の配信を開始。
- 10月 - 『ミリオンブレイブ』の運営会社をグリーに変更。

2016年
- 3月 - 『ミリオンアーサー エクスタシス』のクルーズとの共同運営を開始。
- 5月 - 『不良遊戯　シャッフル・ザ・カード』のMobage版の配信を開始。
- 7月 - 『ミリオンアーサー エクスタシス』のコロプラ版の配信を開始。
- 8月 - 『アイドルうぉーず PURE STAGE』をGREE、dゲーム、Mobageからリリース。

2017年
- 1月 - 『アイドルうぉーず PURE STAGE』のサービスを終了。
- 3月 - 『ミリオンアーサー エクスタシス』の運営会社をC&Mゲームスに変更。
- 8月 - WEBサイトをリニューアル。
- 11月 - 『ファントムグリード』をDMM GAMESからリリース。

2018年
- 1月 - 『ファントムグリード』のサービスを終了。
- 1月 - グリーとの資本関係を解消。

2019年
- 2月 - 『アイドルうぉーず～100人のディーバと夢見がちな僕～』の運営会社を株式会社エディアに変更。
- 3月 - オリジナルIPの開発・運営拠点『Studio MGCM』を設立。
- 6月 - Studio MGCMが、『マジカミ』をDMM GAMESからリリース（『マジカミ』の成人向けタイトル『マジカミ DX』も同時にリリース）

2020年
- 6月 - 『マジカミ』のスマートフォンアプリ（iOS / Android）版をリリース

2021年
- 6月 - 『マジカミ/マジカミDX』を『アイ・アム・マジカミ/アイ・アム・マジカミDX』にタイトルを変更。

2023年
- 3月 - 同じくサイバーエージェント傘下のCA GameFiと合併。同社を存続会社とし、グリフォンは解散した。

## 開発ゲーム

### 運営会社を他社に変更したゲーム
| 発売日        | 作品名                                            | 変更年月   | 変更先      | プラットフォーム     | 備考                                                                                                   |
| ------------- | ------------------------------------------------- | ---------- | ----------- | -------------------- | --- |
| 2013年9月     | ミリオンブレイブ                                  | 2015年10月 | グリー      | GREE                 | 2019年6月28日サービス終了                                                                              |
| 2015年3月26日 | ミリオンアーサー エクスタシス                     | 2017年3月  | C&Mゲームス | GREE Mobage コロプラ | スクウェア・エニックスとの協業タイトル。 2016年3月よりクルーズとの共同運営。 2020年9月30日サービス終了 |
| 2019年2月     | アイドルうぉーず〜100人のディーバと夢見がちな僕〜 | 2019年2月  | エディア    | DMM GAMES            | |

### 終了したゲーム
| 発売日         | 作品名                                      | 終了日         | プラットフォーム    | 備考        |
| -------------- | ------------------------------------------- | -------------- | ------------------- | ----------- |
| 2016年8月15日  | アイドルうぉーず PURE STAGE                 | 2017年1月16日  | GREE dゲーム Mobage | [ * 2 ]     |
| 2017年11月21日 | ファントムグリード                          | 2018年1月22日  | DMM GAMES           |             |
| 2019年6月26日  | アイ・アム・マジカミ アイ・アム・マジカミDX | 2023年10月31日 | DMM GAMES           | Studio MGCM |
| 2020年6月11日  | アイ・アム・マジカミ                        | 2023年10月31日 | iOS / Android       | Studio MGCM |